# Ruta Estatal de Nueva York 167

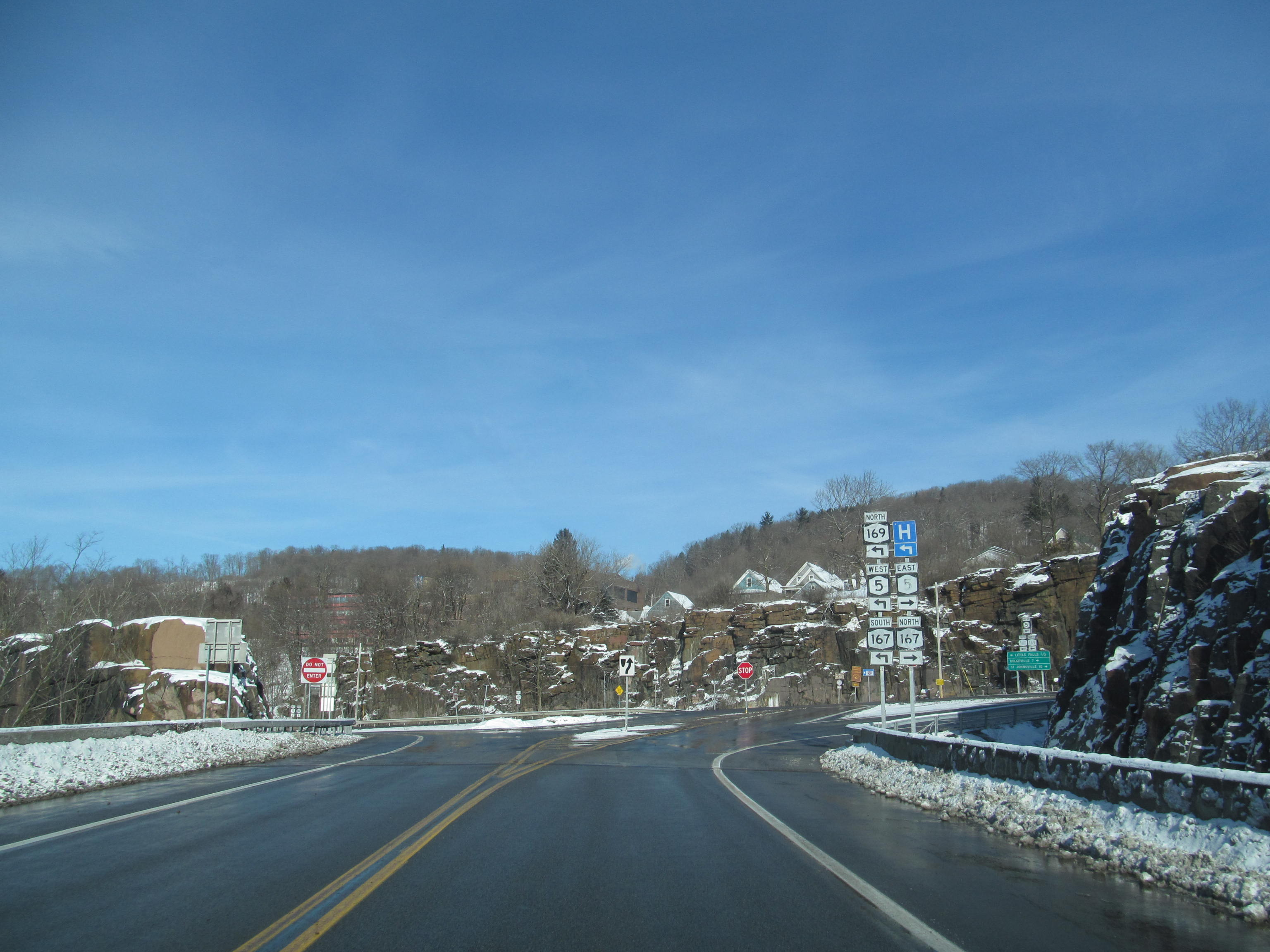
NY 169 en el cruce con NY 5 y NY 167, al este de Little Falls

La Ruta 167 del estado de Nueva York (NY 167) es una carretera estatal de norte a sur en la región de Mohawk Valley de Nueva York en los Estados Unidos. Se extiende por 42,12 km desde una intersección con la Ruta 20 de los EE. UU. (US 20) en el pueblo de Richfield Springs del Condado de Otsego hasta un cruce con NY 29 en el pueblo de Dolgeville del Condado de Herkimer. A mitad de camino entre los dos puntos finales, NY 167 pasa por la ciudad de Little Falls, donde se encuentra con NY 5 e indirectamente se conecta con la autopista estatal de Nueva York a través de NY 169. La mayor parte de NY 167 es una carretera rural de dos carriles; sin embargo, en Little Falls, NY 167 tiene un ancho de dos a cuatro carriles, ya que sirve a las secciones comerciales e industriales de la ciudad.
El pedazo de NY 167 entre Richfield Springs y Paines Hollow, Nueva York, una pequeña villaal suroeste de Little Falls, fue originalmente parte de una ruta legislativa sin firmar a principios del siglo XX. Más al norte, el segmento entre Little Falls y Dolgeville se agregó al sistema de rutas legislativas en 1910. En 1924, la ruta Richfield Springs-Paines Hollow pasó a formar parte de NY 28; sin embargo, esa ruta fue alterada como parte de la renumeración de 1930 de las carreteras estatales en Nueva York para seguir una nueva alineación hacia el oeste. La antigua ruta de NY 28 entre Richfield Springs y Paines Hollow se convirtió en parte de la nueva NY 167, que continuaba hacia el norte a través de Little Falls hasta Dolgeville como lo hace hoy.

## Descripción de ruta

### Richfield Springs hacia Little Falls
NY 167 comienza en una intersección con la US 20 cerca del extremo norte del lago Canadarago en el pueblo de Richfield Springs. La ruta avanza hacia el norte como una carretera de dos carriles a lo largo de Church Street, pasando por la parte norte residencial del pueblo antes de salir de Richfield Springs y cruzar la línea del Condado de Otsego-Herkimer a solo 0,8 km del cruce con la US 20. El los alrededores residenciales siguen NY 167 hasta la ciudad de Warren; sin embargo, dan paso a áreas más abiertas y no desarrolladas cuando la ruta se cruza con Millstone Road (Ruta 78 del condado o CR 78, un número sin firmar) aproximadamente a 0.8 km de la línea del condado. Desde Millstone Road, la ruta serpentea hacia el noreste a través de Warren, atravesando áreas cada vez más rurales, ya que sirve a la villa de Cullen y cruza las carreteras Cullen y Hogsback (CR 183) en el centro de la pequeña comunidad.
Pasado Cullen, NY 167 hace una curva gradual hacia el noreste, pasando por una serie de granjas en su camino hacia la aldea de Jordanville. Aquí, la carretera se cruza con Jordanville Road (CR 18), una carretera de dos carriles de este a oeste que NY 167 sigue brevemente mientras atraviesa la comunidad. A poca distancia al este de Jordanville, NY 167 se separa de Jordanville Road para dirigirse al noreste como un camino rural de dos carriles. Se cruza con carreteras rurales, como Rock Hill Road (CR 135) y Robinson Road (CR 46). Durante los próximos 6,4 km, la ruta serpentea a través de Warren, siguiendo un rumbo errático hacia el noreste a través de áreas en gran parte sin desarrollar para llegar al aldea rural de Paines Hollow, ubicada en el cruce de NY 167 y NY 168.
Después de dejar Paines Hollow, NY 167 continúa hacia el noreste hacia la ciudad de Little Falls. La ruta sigue siendo rural a través de la ciudad, y se cruza con las carreteras Johnny Cake y Oregon (CR 136 y CR 120, respectivamente) a medida que avanza hacia el noreste. A poco menos de 3,2 km de Paines Hollow, la carretera se curva brevemente hacia el sureste antes de una curva cerrada que conduce hacia el norte hasta un cruce con Newville Road (CR 45).

### Little Falls hacia Dolgeville
NY 167 se dirige generalmente hacia el norte a través de Little Falls, virando hacia el este y el oeste en varios puntos a medida que atraviesa la ciudad. Aproximadamente a 4,8 km al sur de la ciudad de Little Falls, la autopista pasa por debajo de la autopista estatal de Nueva York (Interestatal 90 o I-90) sin conexión con la carretera. Después del paso elevado, NY 167 se dirige a una zona residencial que rodea su cruce con NY 5S. Las dos rutas se superponen brevemente antes de que NY 167 se convierta en una zona menos poblada y en su mayoría boscosa a lo largo de la orilla sur del río Mohawk (aquí parte del canal Erie). NY 167 sigue el río hacia una sección industrial de la ciudad de Little Falls, donde se convierte en Overhead Street y pronto cruza el Mohawk a través del puente de Overhead Street.
Al norte del río, la carretera pasa por NY 5 antes de cruzar Albany Street, al oeste del centro de Little Falls. Albany Street es la mitad en dirección este de un pareado de sentido único con la cercana Main Street; como resultado, las dos direcciones de NY 167 se dividieron para seguir diferentes alineaciones a través del oeste de Little Falls. Desde Overhead Street, NY 167 en dirección norte gira hacia el este para seguir por Albany Street durante dos cuadras hasta el centro comercial de Little Falls, donde se cruza con NY 169 en dirección sur en South Ann Street. NY 169 gira hacia el este aquí para seguir Albany Street, mientras que NY 167 se dirige hacia el sur a lo largo de South Ann Street de dos vías durante una cuadra para llegar a NY 5, una autopista dividida de cuatro carriles en la orilla norte del río Mohawk. En este punto, NY 167 en dirección norte se vuelve a conectar con la ruta en dirección sur, que sigue NY 5 al oeste desde South Ann Street hasta el cruce de NY 5 con el extremo oeste de Albany Street.
Al este de South Ann Street, ambas direcciones de NY 167 se superponen con NY 5, siguiendo la carretera de cuatro carriles a lo largo del borde sur del centro de la ciudad hasta un cruce con East Main Street en el lado este de la ciudad. NY 167 se vuelve a conectar con NY 169 aquí, que sale de East Main Street para seguir brevemente NY 5 y NY 167 a lo largo de la arteria ribereña. La superposición resultante entre NY 167 y NY 169 es una concurrencia en sentido contrario, con NY 169 en dirección sur superpuesta NY 167 en dirección norte y viceversa. NY 169 se separa de la carretera después de solo una cuadra para avanzar hacia el sur a través del río Mohawk, mientras que NY 5 y NY 167 permanecen concurrentes al borde este de la ciudad. Aquí, NY 167 se bifurca desde NY 5, corriendo hacia el este como una calle de dos carriles a través de la franja este sin desarrollar de Little Falls. La carretera se eleva en altura cuando sale del valle del río Mohawk y pasa a la ciudad adyacente de Manheim.
Ahora conocida como Dolgeville Road, NY 167 se dirige hacia el noreste a través de densos bosques hasta la aldea de Manheim Center, una pequeña comunidad residencial a 3 millas (4,8 km) de Little Falls. Aquí, la ruta se conecta a Dockey Road (CR 42). Después de salir de Manheim Center, la ruta se vuelve rural nuevamente, dirigiéndose hacia el norte por varias millas más allá de granjas, líneas eléctricas y el término de Snells Bush Road (CR 23). Al norte de Snells Bush Road, NY 167 se inclina hacia el noreste, vagamente en paralelo con East Canada Creek mientras se dirige hacia el pueblo de Dolgeville como South Main Street. Las áreas rurales a lo largo de la ruta dan paso gradualmente a hogares, que a su vez conducen al distrito comercial central de Dolgeville. En el centro de Dolgeville, NY 167 corre a lo largo del arroyo durante varias cuadras antes de terminar en una intersección con NY 29 (State Street).

## Historia
Dos secciones de lo que ahora es NY 167 se incluyeron como parte de las rutas legislativas cuando la legislatura del estado de Nueva York creó un sistema de rutas legislativas en todo el estado en 1908. Desde Richfield Springs hasta Paines Hollow, se designó como parte de la Ruta 5, que continuaba hacia el sureste hasta Kingston vía Oneonta y noroeste hasta Mohawk. La sección de lo que ahora es NY 167 al norte de Little Falls se convirtió en parte de la Ruta 26, que iba de Little Falls a Remsen a través de Dolgeville. En 1910, la Ruta 26 se realineó para seguir una ruta más directa entre Little Falls y Remsen a través de Middleville y Poland. La antigua alineación de la Ruta 26 entre Little Falls y Dolgeville no fue numerada hasta el 1 de marzo de 1921, cuando se convirtió en parte de la Ruta 37, que se extendió hacia el suroeste desde Dolgeville hasta Little Falls.
La alineación de NY 167 sigue el Paine's Hollow Road, construida entre Little Falls y Paines Hollow. Esta nueva carretera acortaría el tiempo entre las dos comunidades a través del condado de Herkimer. el Paine's Hollow Road se inauguró el 4 de octubre de 1921, abriendo una nueva carretera a través de la región lechera del Valle Mohawk. La nueva carretera tenía alineaciones de rama hacia Oneonta, Cooperstown y Richfield Springs. A la 1 p. m. (1800 UTC) ese día, un convoy de vehículos condujo la ruta hacia el sur desde Little Falls, con una banda en un camión grande y un entrenador con seis caballos. Cuando el grupo llegó a Paines Hollow, se llevó a cabo una ceremonia, encabezada por el presidente de la Cámara de Comercio de Little Falls y H.P. Snyder, legislador local del condado de Herkimer. La nueva sección entre Paines Hollow y Jordanville costó $123,136.25 de dólares (equivalente a $1.77 millones en 2020) y fue designada como State Highway 1363.
Cuando se asignó el primer conjunto de rutas publicadas en Nueva York en 1924, la mayor parte de la Ruta legislativa 5 al norte de Oneonta, incluida la sección entre Richfield Springs y Mohawk, se convirtió en parte de NY 28, que originalmente comenzaba en Oneonta y se dirigía hacia el norte a través de Richfield Springs y Mohawk antes de terminar en Utica. En la renumeración de las carreteras estatales de Nueva York en 1930, la sección de NY 28 entre Richfield Springs y Mohawk se trasladó a una nueva carretera hacia el oeste que iba directamente entre las dos ubicaciones. La parte de su ruta anterior entre Richfield Springs y Paines Hollow se convirtió en parte de la nueva NY 167, que continuó hacia el norte desde Paines Hollow a Dolgeville a través de Little Falls y la antigua ruta legislativa 37.

## Intersecciones principales
| Condado  | Ubicación              | km    | Destino                                                          | Notas                               |
| -------- | ---------------------- | ----- | ---------------------------------------------------------------- | ----------------------------------- |
| Otsego   | Richfireld Springs     | 0,00  | US 20 (West Main Street)                                         | Término del sur                     |
| Herkimer | Paines Hollow          | 16,14 | NY 168 – Mohawk, Starkville                                      |                                     |
| Herkimer | Pueblo de Little Falls | 25,23 | NY 5S al este hacia I-90 / New York Thruway al este – Fort Plain | Término del este de NY 5S / NY 167  |
| Herkimer | Pueblo de Little Falls | 25,31 | NY 5S al oeste I-90 / New York Thruway al este – Mohawk          | Término del oeste de NY 5S / NY 167 |
| Herkimer | Ciudad de Little Falls | 28.92 | NY 5 al oeste                                                    | Término del este de NY 5 / NY 167   |
| Herkimer | Ciudad de Little Falls | 29.64 | NY 169 al norte (East Main Street)                               | Término del este de NY 5 / NY 167   |
| Herkimer | Ciudad de Little Falls | 30.00 | NY 169 al sur hacia I-90 / New York Thruway                      | Término del este de NY 5 / NY 167   |
| Herkimer | Ciudad de Little Falls | 30.64 | NY 5 al este – Saint Johnsville                                  | Término del oeste de NY 5S / NY 167 |
| Herkimer | Dolgeville             | 42.12 | NY 29 (State Street)                                             | Término del norte                   |